# Chahar Hữu Dực Tiền
 kỳ Chahar Hữu Dực Tiền (tiếng Mông Cổ: Caxar Baruun Garyn Ömnöd khoshuu; giản thể: 察哈尔右翼前旗; phồn thể: 察哈爾右翼前旗; bính âm: Cháhā'ěr Yòuyì Qiánqí, Hán Việt: Sát Cáp Nhĩ Hữu Dực Tiền kỳ) là một kỳ của địa cấp thị Ulanqab (Ô Lan Sát Bố), khu tự trị Nội Mông Cổ, Trung Quốc.

### Trấn
- Thổ Quý Ô Lạp (土贵乌拉镇)
- Bình Lợi Tuyền (平地泉镇)
- Mai Khôi Doanh (玫瑰营镇)
- Ba Âm Tháp Lạp (巴音塔拉镇)

### Hương
- Ô Lạp Cáp Ô Cáp (乌拉哈乌拉乡)
- Hoàng Mậu Doanh (黄茂营乡)
- Tam Xá Khẩu (三岔口乡)